# Heup
De heup, heupbeen of os coxae is het uitstekende deel op de plek waar het been aan het lichaam is verbonden. De heup bestaat uit de drie botten die in de puberteit aan elkaar groeien:
- het zitbeen, os ischii
- het darmbeen, os ilium
- het schaambeen, os pubis

Deze drie botten vormen samen het heupbeen en de heupkom. Het heupbeen maakt op zijn beurt deel uit van het bekken.
Het heupgewricht bevindt zich in de heup. Dat is het kogelgewricht tussen het dijbeen en het bekken. Het kraakbeen op dit gewricht is aan slijtage onderhevig. Als dat ernstige vormen aanneemt, kan het gewrichtsoppervlak door middel van een heupimplantaat worden vervangen.
Er bevinden zich in het bekken vier fibrocartilagineuze botverbindingen: het linker en rechter SI-gewricht tussen het heiligbeen en de linker en rechter heup, de schaambeenvoeg en het gewricht tussen heiligbeen en staartbeen. De schaambeenvoeg verbindt de linker en rechter heup met elkaar. Het zijn gewrichten, die maar weinig kunnen bewegen, zodat het hele bekken een stevig geheel vormt.
schedel · wervelkolom · borstkas · borstbeen · schoudergordel · arm · bekkengordel · been

bot · gewricht · botten van de mens